# Prolepta viridimaculata
Prolepta viridimaculata är en insektsart som beskrevs av William Lucas Distant 1892. Prolepta viridimaculata ingår i släktet Prolepta och familjen lyktstritar. Inga underarter finns listade i Catalogue of Life.